# Medené Hámre
Medené Hámre je název bývalé osady v katastru obce Borinka v okrese Malacky. Malebná oblast dnes známá jako turistická lokalita a cíl vycházek téměř uprostřed Devínských Karpat nese své pojmenování podle někdejšího výrobního podniku na zpracování mědi, který ji proslavil v blízkém i vzdálenějším okolí.

## Z dějin lokality
Na industriální mapě Slovenska zaujímala oblast Bratislavy a jejího okolí významné místo. Kromě samotného města se výrobní závody nacházely i v jeho okolí. Na svou činnost využívaly přírodní zdroje, které poskytovaly nedaleké hory Malých Karpat. Významnou průmyslovou zónou se stala např. Mlynská dolina, kde vznikla soustava mlýnů využívajících pro provoz energii dolinou protékajícího potoka Vydrica. Neméně významnou lokalitou bylo západněji ležící údolí zvané Prepadlé (Maygraben), kterým protékal Stupavský potok.
Na tomto území vznikly už ve dvacátých letech 18. století výrobní provozy na zpracování mědi a měditepecké dílny. Ty se zaměřovaly na výrobu měděného nádobí a jiných výrobků z této suroviny.
Za jejich zrodem stál senátor, Prešporský purkmistr a měďarský mistr (Kupferhammerschmiedt) Johann Mayer, který zde se souhlasem Pálffyovců, vlastníků Pajštúnsko-Stupavského panství, vybudoval výrobní provozy, hamry, dodávající na trh kromě hotových výrobků z měděného kovu i měděné polotovary. Hamr kromě toho, že zpracovával měděný šrot, využíval i měděnou surovinu dováženou z Tyrolska a okolí Vídně. Podle údajů z díla Commentarium de rebus Ungaricis Libri XIII od významného uherského historika Gabriela Kolinoviča Šenkvického (1698-1770) hamr začal pracovat v roce 1719.
Ve vedení hamrů se střídali další členové rodiny Mayerů: Johannův syn Johann Michael, Josef, Leopold a Ignác. O posledně zmiňovaném Ignácovi Mayerovi, v písemných pramenech známém jako Kupferhammerschmiedt Meister aus Maygraben, se naposledy dozvídáme v roce 1819. I když archivních dokumentů o jejich rodině není mnoho, v cechovním životě Prešpurku, podle záznamů místního meďotepeckého cechu, hráli významnou roli.
Zlatá éra rozmachu a prosperity měděných hamrů v Borince se spojuje se jménem Theodora Weisze (1824-1883). Po smrti svého tchána T. E. Madera pokračoval v obchodování se železářským zbožím. Jako úspěšný obchodník a podnikatel rozšířil své zájmy i mimo Bratislavu a v roce 1858 odkoupil měděné hamry v Borince a pod názvem PAULENSTEINER KUPFERHAMMER UND Walzwerk THEODOR Weisz u. ERBEN podnikal.
V osmdesátých letech 19. století se podnik rozšířil pronájmem měděného hamru v obci Pila u hradu Červený kámen a fungoval pod názvem PAULENSTEINER UND BIEBERSBURGER KUPFERHAMMER u. Walzwerk THEODOR Weisz, Inhaber Ladislaus v. Weisz. V tomto období výrobky z borinských měděných hamrů se staly oblíbenými a vyhledávanými i za hranicemi monarchie.
Posledním majitelem podniku byl Theodorův syn Ladislav (1866-1938), který ho vedl od roku 1883.
V roce 1930 hamry v Borince po více než dvousetleté historii výroby a prosperity zanikly. Výroba byla zastavena, budovy hamrů byly zbourány a srovnány se zemí. Zůstaly z nich pouze zbytky vodních náhonů ve svahu nad Stupavským potokem, budova tzv. Panského domu, budova bytů přestavěná na konírnu a kaple svatého Michala archanděla.

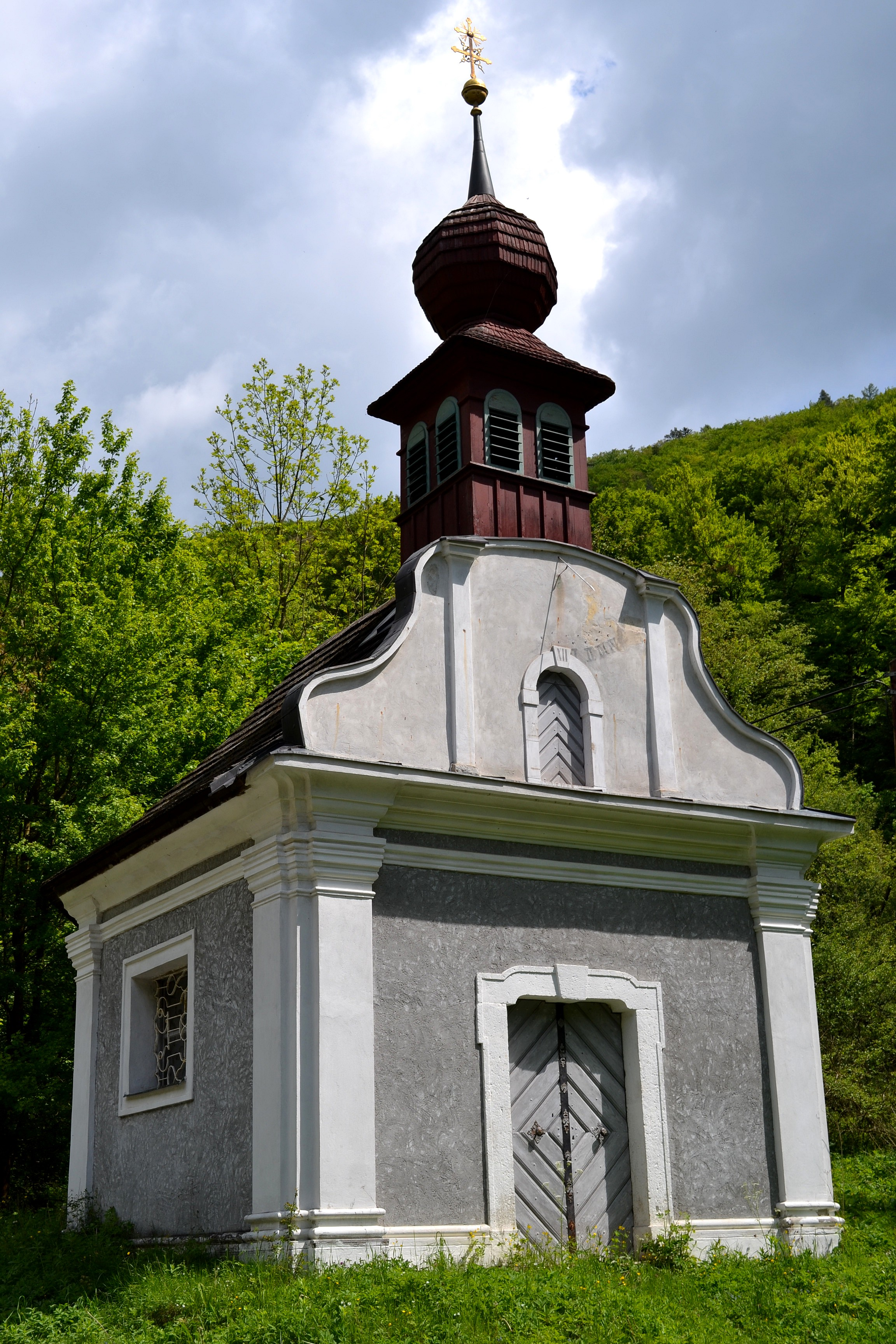
Barokní kaple svatého Michala

## Medené Hámre dnes
Medené Hámre jsou dnes oblíbeným výletním místem obyvatel širokého okolí. Přístupné jsou asfaltovou cestou i turistickými stezkami z bratislavské Rače i z nedaleké Borinky, příp. Stupavy. Je zde možnost odpočinku při nevelké vodní nádrži, na jejímž břehu na hranolovém podstavci stojí socha svatého Jana Nepomuckého z roku 1731.

### Kaple svatého Michala archanděla
Dominantní stavbou Medených hamrů je barokní Kaple svatého Michala archanděla z roku 1743. Iniciátorem výstavby malé sakrální stavby pro potřeby zdejších obyvatel a zaměstnanců hamrů byl sám zakladatel hamrů Johann Mayer. O jejím vzniku svědčí popis dokumentu, který při příležitosti posvěcení kaple 28. května 1743 vydal kanovník a probošt Bratislavské kapituly Jan Jozef Bajtl. Dokument se nachází v archivu Stupavské farnosti:
| „ | ...z vlastnej chvályhodnej horlivosti v nedávnych rokoch, pre svojich ľudí v hámroch tamže pracujúcich, budovu kaplnky postavil a oltárom, kňazskými pomôckami a ostatnými všetkými náležitosťami ju nechal vybaviť ...že 26. mája vo sviatok sv. Filipa, spomenutú kaplnku pontifikálne som posvätil na verejnú modlitebňu pod menom a patrocíniom sv. Michala archanjela, ktorá je pod správou stupavskej fary... | “ |

Po zániku hamrů kaple, podobně jako další objekty, které unikly zboření, chátrala. Před jejím úplným zánikem ji zachránila důsledná rekonstrukce v letech 1990 - 2003.
Kaple představuje tereziánský typ malé venkovské sakrální stavby. Jejím dominantním stavebním prvkem je frontónový štít se slunečními hodinami a dřevěná věžička s cibulovou střechou. Pod šindelem pokrytou střechou po obvodu stavby obíhá římsa podpírána na rozích kaple pilastry.